# Jacob Gensler

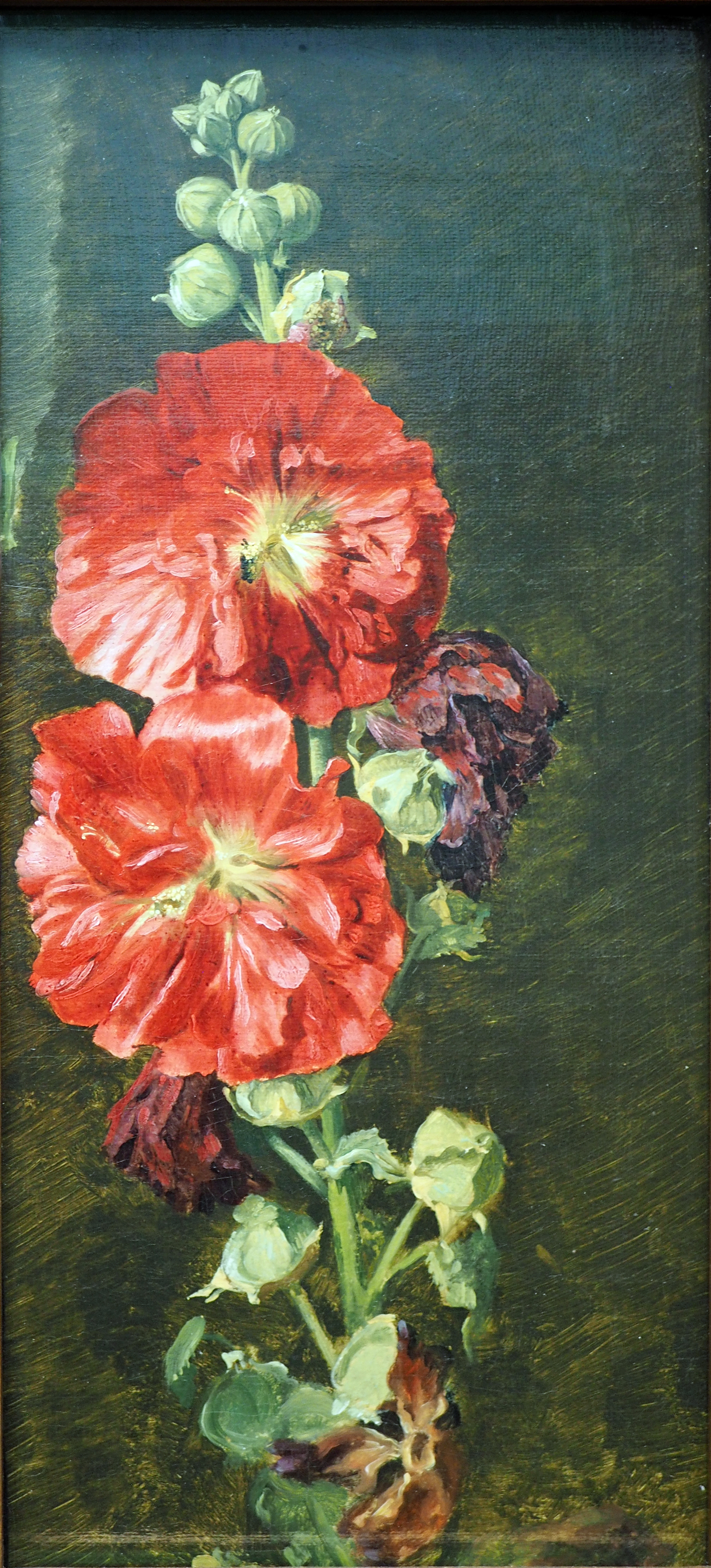
Eine Stockrose, 1827, Hamburger Kunsthalle

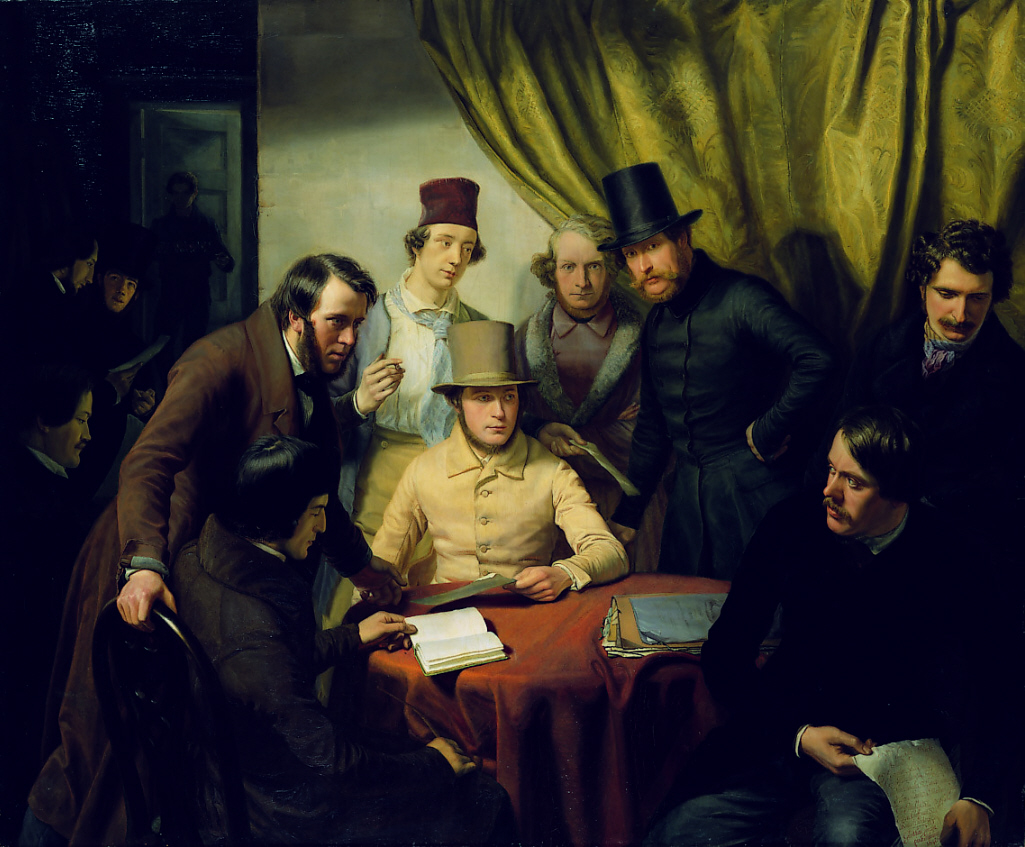
Jacob Gensler inmitten des Hamburger Künstlerverein von 1832, Günther Gensler, 1840, Hamburger Kunsthalle

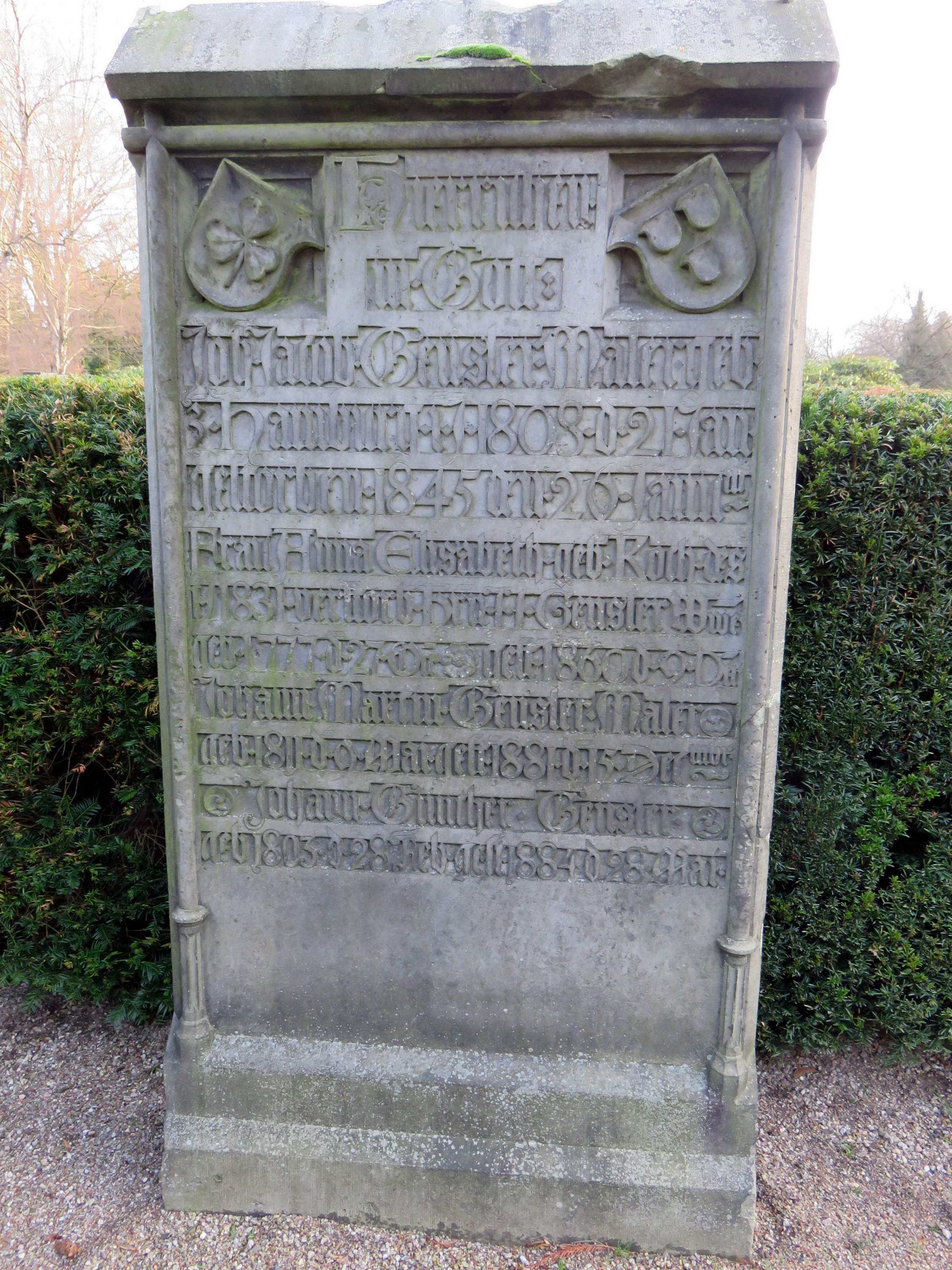
Grabmal Freilichtmuseum Heckengarten Friedhof Ohlsdorf

Johann Jacob Gensler (auch: Jakob Gensler, * 21. Januar 1808 in Hamburg; † 26. Januar 1845 ebenda) war ein deutscher Maler der Hamburger Schule.

## Leben
Der Sohn eines Goldplätters erlernte das Zeichnen von seinem älteren Bruder Günther und studierte anschließend bei Wilhelm Tischbein in Eutin sowie bei Gerdt Hardorff und Siegfried Bendixen in Hamburg. Von 1828 bis 1831 besuchte der die Akademie in München, von wo er 1831 nach Hamburg zurückkehrte. Seine Bilder, meist Volksszenen, vor allem aus der nächsten Umgebung Hamburgs, zeichnen sich durch große Naturtreue aus. Er war Gründungsmitglied des Hamburger Künstlervereins von 1832.
Von seinen geätzten Blättern fanden die Matrosen und die Randzeichnungen zu der Ballade Der Edelknabe und die Müllerin für das Werk Lieder und Bilder (Hamburg 1844) den meisten Zuspruch. Zu den hamburgischen Dankurkunden für Preußen, Sachsen-Meiningen, Bremen, Nassau, die Niederlande und England lieferte er Verzierungen in der Technik mittelalterlicher Miniaturmalerei. Gensler starb am 26. Januar 1845 in Hamburg.
Sein älterer Bruder, Günther, geb. 1803 in Hamburg, Porträtmaler, starb am 28. Mai 1884; der jüngere Bruder, Martin, geb. 1811 in Hamburg, war ein Architektur- und Genremaler und starb am 15. Dezember 1881.
Alle drei Gensler-Brüder waren auch Mitglieder der Hamburger Turnerschaft von 1816.

## Ehrungen
Im Grabmal-Freilichtmuseum Heckengarten auf dem Hamburger Friedhof Ohlsdorf befindet sich das (Familien-)Grabmal Johann Jacob Genslers, darüber hinaus wird im Bereich des Ohlsdorfer Althamburgischen Gedächtnisfriedhofs auf dem Sammelgrabmal „Maler“ an ihn, seine Brüder Günther und Martin sowie an weitere Hamburger Maler erinnert.
Die Genslerstraße in Hamburg-Barmbek wurde nach den Brüdern benannt.

## Werke

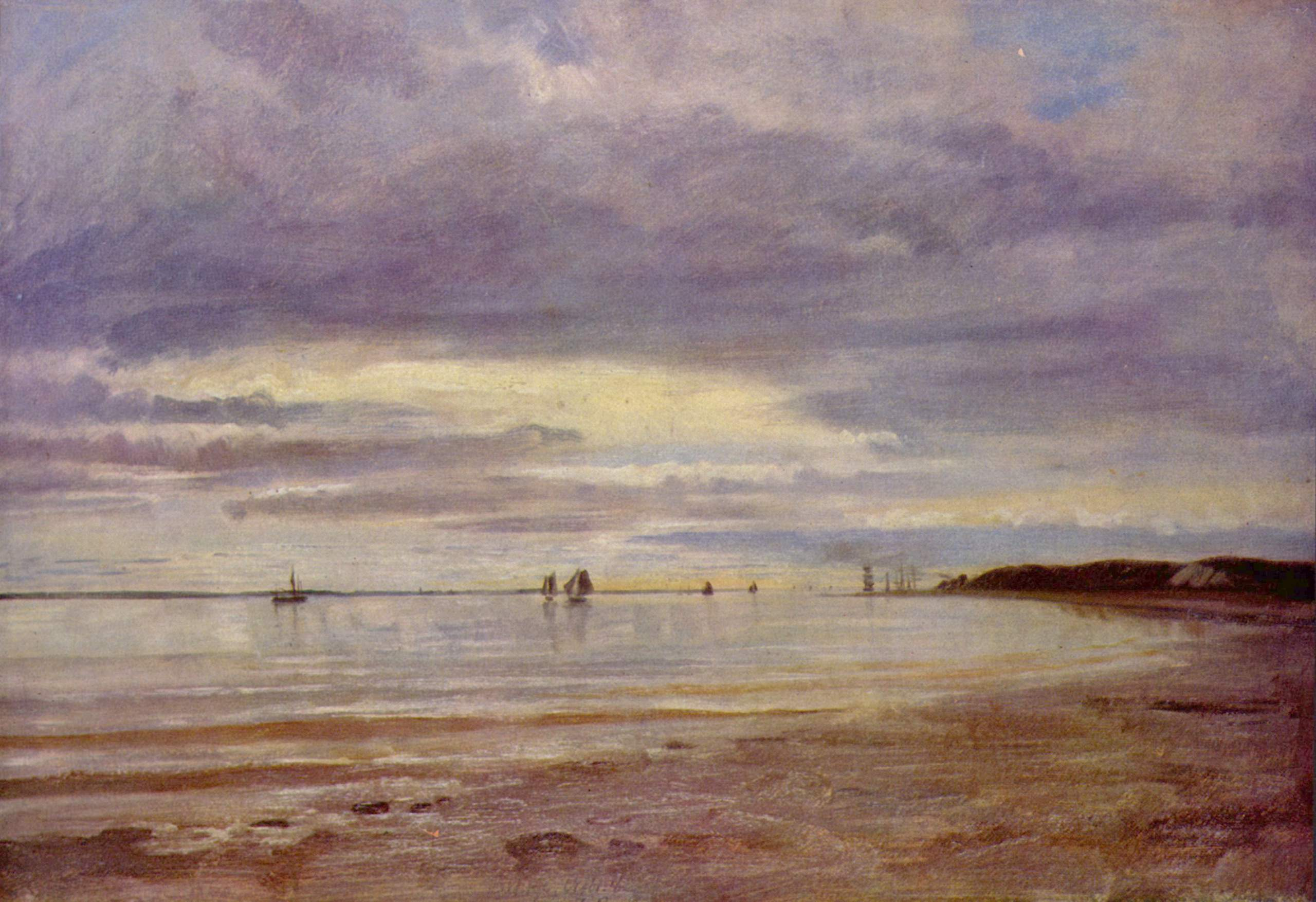
Strand bei Blankenese, 1842

- 1835: Bleistiftzeichnung von Hermann Peter Fersenfeldt (1786–1853), Architekt und Hochschullehrer in Hamburg[2]
- 1829: Pöcking
- 1832: Strand bei Altengamme
- 1837: Der Kirchhof (trägt einen fälschlichen Verweis auf die Elstorfer Kirche) in der Deutschen Digitalen Bibliothek
- 1839: Waldtal
- 1839: Großsteingrab Elstorf
- 1840: Der Auszug der kleinen Schützengilde von Buxtehude
- 1842: Strand bei Blankenese

## Ausstellungen (Auswahl)
- 2019: Hamburger Schule – Das 19. Jahrhundert neu entdeckt (12. April bis 14. Juli), Hamburger Kunsthalle